# Zawartość do pobrania

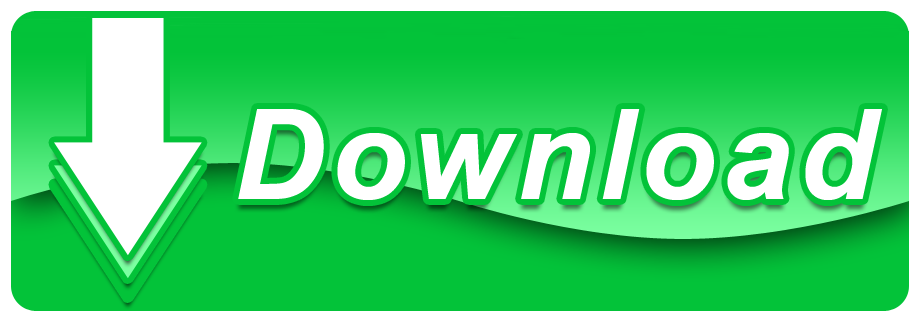
Przy zawartości do pobrania często widać taką ikonę.

Zawartość do pobrania (ang. downloadable content, DLC) – produkt stanowiący rozszerzenie gry komputerowej, udostępniany przez wydawcę za pośrednictwem Internetu. Pod pojęciem tym kryją się różnego rodzaju dodatki do podstawowej wersji gry, takie jak nowe wyposażenie, mapy czy pakiety misji. Często gra ma swoją reedycję, w skład której wchodzą wszystkie wydane do niej DLC.

## Kontrowersje
Niektórzy twórcy wycinają pewne elementy lub blokują dostęp do nich w gotowym produkcie, by go potem sprzedać jako DLC. Sytuacja taka miała miejsce np. w przypadku gry Assassin’s Creed II, z której usunięto dwie misje, aby w czasie późniejszym sprzedać je jako DLC (w wersji na komputery osobiste pojawiły się w momencie premiery tejże, bez konieczności dopłacania za nie). Zawartość do pobrania nie zawsze jest zgodna z regionalnymi wersjami produktu, jak np. w przypadku komputerowej wersji Fallout 3 – oryginalny materiał dodatkowy nie działał z polską wersją gry, zaś zoptymalizowaną pod jej kątem wersję wydano po roku, w wersji pudełkowej.